# Lorenzo Favella
Lorenzo Favella (Reggio Emilia, 16 aprile 1965) è uno sceneggiatore e scrittore italiano.

## Biografia
Cresciuto a Correggio, frequenta il liceo scientifico nella vicina Carpi, per proseguire gli studi all'Università Ca' Foscari di Venezia dove si laurea in Lingue e letterature straniere.
Nel 1990 si trasferisce a Roma per frequentare il Centro sperimentale di cinematografia, corso di sceneggiatura. Suoi compagni, nel corso di regia, sono Gabriele Muccino, Ferdinando Vicentini Orgnani e Gianni Zanasi.
In seguito, lavora a diverse serie televisive come Un posto al sole, La squadra ed è ideatore di Vivere. Firma alcuni sceneggiati televisivi di grande successo, come Guerra e pace e La baronessa di Carini. Per il cinema, partecipa alle sceneggiature di Mare largo, Arrivederci amore, ciao, La felicità è un sistema complesso.
Nel dicembre 2014 debutta come scrittore con Il Vento in Faccia, storia di un giovane che dalla provincia emiliana si trasferisce a Milano, fra il 1969 e il 1976, all'alba degli anni di piombo. Un romanzo di formazione calato con particolare attenzione nella realtà storica di quel periodo. Il protagonista, detto "il bimbo", interagisce con alcuni personaggi di fantasia ed altri veramente esistiti, come Renato Curcio, Margherita Cagol e Alberto Franceschini, i cosiddetti fondatori delle Brigate Rosse, oltre a Mario Capanna, Corrado Simioni e il commissario Luigi Calabresi. Il libro viene pubblicato grazie a una operazione di crowdfunding lanciata in rete.
Nel settembre del 2016, il romanzo viene messo in scena per la prima volta dalla compagnia NoveTeatro, grazie alla regia di Gabriele Tesauri, presso il Teatro Pedrazzoli di Fabbrico (RE).
Nel 2018, firma la sceneggiatura assieme alla regista Ravneet Chadha di un film girato tra Nairobi e l'isola di Lamu, Subira. Nell'anno successivo, il film viene candidato all'Oscar come miglior film straniero.
Nel 2020, durante la quarantena dovuta al corona virus, scrive una serie di racconti che vengono pubblicati su un giornale online, nextquotidiano.it, sotto il titolo Lockdown Italia - cronache da un Paese in quarantena.
Nella primavera del 2023 riceve l'invito a candidarsi in una lista civica a favore di Fabio Testi sindaco, per le elezioni comunali di Correggio. Prende così a scrivere cronache della campagna elettorale, pubblicandole quotidianamente su Facebook, riscuotendo una ricca attenzione da parte dei suoi concittadini. Quella stessa estate, le cronache vengono raccolte in un unico volume che viene pubblicato con il titolo Diario di un Candidato Riluttante. 

## Curiosità
Da bambino, a Correggio, abitava nel condominio detto "Bambasòun" (viale Saltini 1) dove viveva lo scrittore Pier Vittorio Tondelli – che cita il palazzo nel libro Camere separate – e dove per alcuni anni visse anche Luciano Ligabue – il quale a sua volta ne parla in Fuori e dentro il borgo.
Nello stesso "Bambasòun" risiede il personaggio immaginario protagonista del romanzo Il Vento in Faccia, esordio letterario di Favella.

## Filmografia
- Subira (2018)
- La felicità è un sistema complesso (2015)
- Guerra e pace (2007)
- La baronessa di Carini (2007)
- Arrivederci amore, ciao (2006)
- La squadra (2000-2003)
- Vivere (1999-2000)
- Mare largo (1998)
- Un posto al sole (1996-1997)

## Opere
- Diario di un candidato riluttante (2023)
- Il Vento in Faccia (2014)
- I racconti dei Cippi (1995)